# 卡米新镇
卡米新镇，是西班牙加泰罗尼亚巴塞罗那省的一个市镇。总面积11平方公里，总人口12 533人（2013年），人口密度1217人/平方公里。